# Emblema

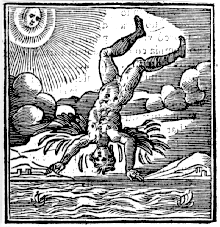
De afbeelding van emblema CIV uit de Emblematum liber (1531) van Andrea Alciato met daarop afgebeeld een vallende Icarus

Een emblema (meervoud: emblemata), embleem of zinnebeeld is een kleine afbeelding die een betekenis in zich heeft, met daarbij een korte kernachtige spreuk, zoals een spreekwoord en een kort gedicht. Het woord emblema is Grieks en betekent mozaïekversiering. Emblemata werden meestal gebundeld in emblemataboeken, welke populair waren van de zestiende tot en met de achttiende eeuw. De afbeelding is een vaak letterlijke verbeelding van de spreuk. Een typisch embleem bestond uit 3 delen, een motto, een afbeelding (pictura) en een onderschrift (subscriptio). De lezer moest deze drie combineren om de bedoeling van het embleem te doorgronden. Er zijn veel verschillende soorten spreuken die een afbeelding vergezelden, onderwijzend, politiek, religieus of over de liefde. 
De eerste embleembundel, het Emblematum liber van Andrea Alciato, verscheen in 1531 in Italië met moralistische teksten op allerlei gebied. In die tijd werden de motto’s en onderschriften in het Latijn geschreven, maar toen het genre zich over West-Europa verspreidde kwamen daar andere talen bij. 

## Poëticale achtergrond
Volgens de toenmalige opvattingen moest de aard van poëzie universeel zijn. Bij amoureuze poëzie diende de nadruk volgens literatuurhistoricus W.A.P. Smit te liggen op 'de aspecten van de liefdesbeleving die voor iedere mens golden en zodoende gaandeweg tot traditionele motieven waren geworden: verrukking om de schoonheid van de geliefde, verlangen naar haar nabijheid, verdriet om haar weigerachtigheid, hoop op haar uiteindelijke wederliefde.'

## Het Nederlandse Liefdesembleem

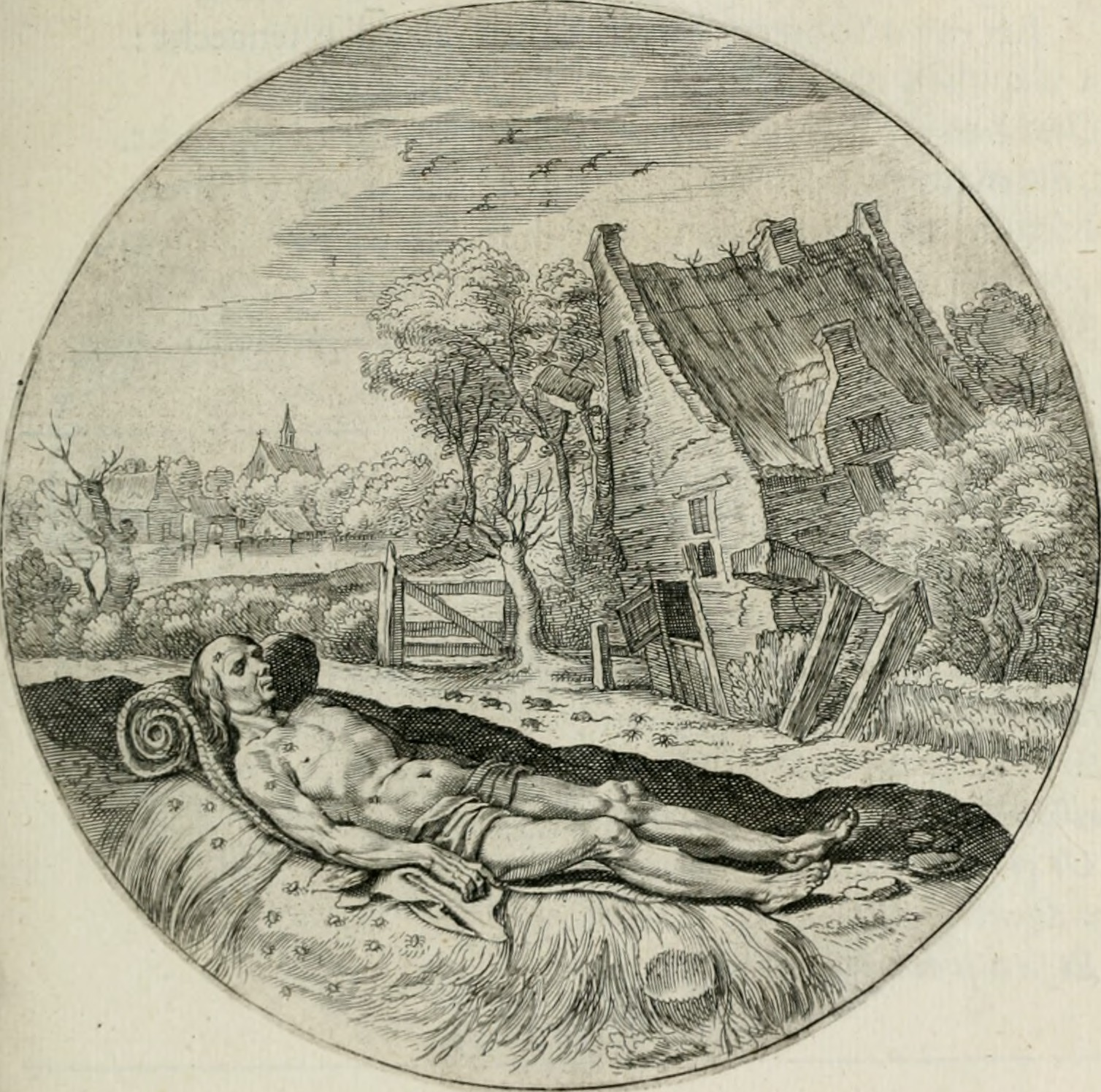
Emblema bij de spreuk "Lieven doet leven" van Jacob Cats

Het genre van de liefdesembleembundels laat zich scherp afgrenzen naar plaats en tijd. Het is een Nederlands verschijnsel dat vooral in de eerste twee decennia van de zeventiende eeuw een grote populariteit genoot. Origineel zijn deze bundels door de functie van de emblemen en de manier waarop de verzamelingen zijn ontwikkeld.
In 1601 verscheen een waarschijnlijk in opdracht van uitgever Jan Matthijszoon bij Herman de Buck te Amsterdam gedrukt emblemenboekje over de liefde. Kennelijk was het bedoeld als kadoboek voor geliefden, want het titelblad liet ruimte voor de namen van de bezitters. De cirkelvormige prenten waren ontworpen door Jacques de Gheyn en van bijschriften voorzien. Behalve een Latijnse spreuk, waarvan er drie van Grotius zijn, bovenaan de prent, waren er onderaan afwisselend Franse of Italiaanse motto's. Bij elke prent was een versje van acht regels geschreven en ook was er een inleiding, 'Aen de Joncvrouwen van Hollandt' getiteld. Er was geen genreaanduiding voor het nieuwe genre en de titel was een Latijns kwatrijn. Aanvankelijk was de auteur onbekend, maar in 1608 bleek het Daniël Heinsius te zijn. Prikkelende teksten en afbeeldingen moesten de lezer spelenderwijs iets leren over zaken als liefde, liefdesverdriet, huwelijkstrouw en partnerkeuze. De Nederlandse emblemen onderscheidden zich van de voorgangers door uitsluitend het thema liefde te behandelen. Op de afbeeldingen was Cupido, god van de liefde, vaak prominent aanwezig.  
De emblemen waren een succes en werden later Emblemata amatoria genoemd, ofwel Liefdesemblemen.
Daniel Heinsius, P.C. Hooft, Otto Vaenius en Jacob Cats zijn deels bekend vanwege hun bijdragen aan de ontwikkeling van het Nederlandse liefdesembleem, Hooft met zijn debuut Emblemata amatoria uit 1611. Jacob Cats debuteerde in 1618 met het emblemataboek Silenus Alcibiadis, sive Proteus dat later Sinne- en minnebeelden zou gaan heten. Een aantal van de door hem bedachte spreuken zijn gezegdes geworden, zoals "Lieven doet leven".
Het liefdesembleem als typisch Nederlandse variant op de embleembundels werd mogelijk veroorzaakt door de opkomst van het protestantisme, waardoor de normen en waarden in de Nederlandse samenleving veranderden. De liefdesemblemen waren een aangenaam hulpmiddel om kennis te maken met deze nieuwe moraal. Een andere factor kan het streven naar verfijning geweest zijn. De gegoede Nederlandse jeugd reisde naar het zuiden om betere manieren en sociale vaardigheden aan te leren. Voor de thuisblijvers waren er de bundels met liefdesemblemen. 
Voorts vond men in Nederland dat men moest waarschuwen voor de excessen in de liefde. De zuidelijke literatuur liet zien dat de liefde kon ontaarden in overspel en andere uitwassen. In de Nederlandse liefdesemblemen werd aandacht besteed aan het eerbare christelijke huwelijk, partnerkeuze, trouw, en de voortplanting als nobel doel van de liefde.
De oorlog kan ook een rol gespeeld hebben in de populariteit van de Nederlandse liefdesemblemen. In tijden van ellende was er behoefte aan een zekere vorm van vermaak, en daaraan voldeed het speelse liefdesembleem. 
Hoewel embleembundels in eerste instantie vooral in hogere kringen rondgingen, waren liefdesemblemen bedoeld voor de jeugd in het algemeen. Exacte cijfers over de verspreiding bestaan niet, maar de populariteit van de bundels blijkt toch vooral uit de vele herdrukken.